# إليجاه تايلور
إليجاه تايلور (بالإنجليزية: Elijah Taylor)‏ هو لاعب دوري الرغبي نيوزلندي، ولد في 27 فبراير 1990 في Hāwera ‏ في نيوزيلندا.